# 청춘무정
청춘무정은 1970년 공개된 대한민국의 영화이다.

## 배역
- 문희
- 신영균
- 신성일
- 김성옥
- 김동원
- 주증녀
- 전영주